# Valtatie 9

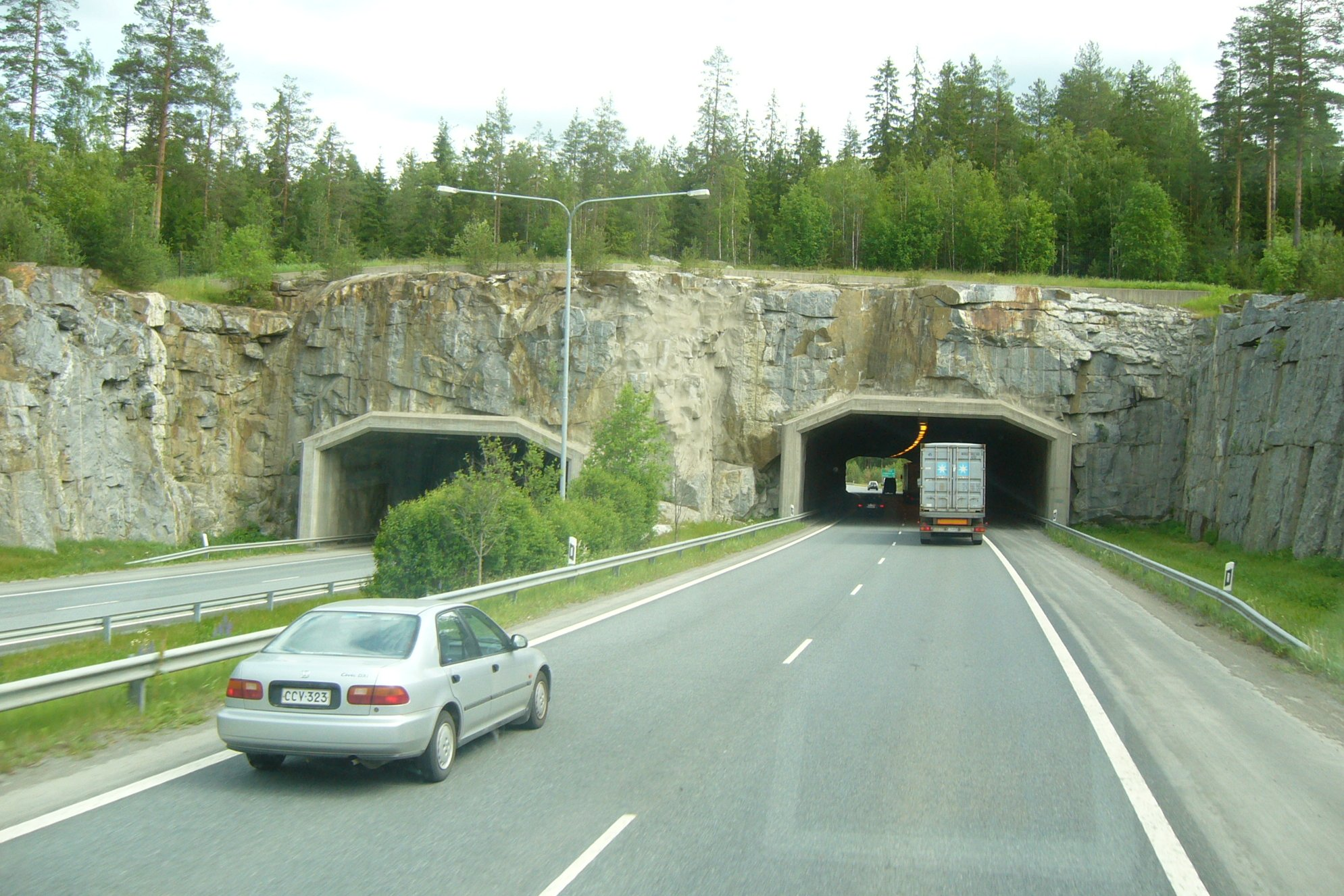
Il tunnel Karkunvuori nei pressi di Tampere

La Valtatie 9 (in svedese Riksväg 9) è una strada statale finlandese. Ha inizio a Turku e si dirige verso nord-est fino alla città di Kuopio, per poi virare a sud-est, verso il confine russo, dove si conclude dopo 663 km nei pressi di Niirala.

## Storia
La Valtatie 9 è nata per collegare Turku a Kuopio, finché nel 2010, la strada ha inglobato la Valtatie 17 (Kuopio > Joensuu), assumendo il percorso attuale.

## Percorso
La Valtatie 9 tocca i comuni di Lieto, Aura, Pöytyä, Loimaa, Humppila, Urjala, Akaa, Valkeakoski, Lempäälä, Tampere, Kangasala, Orivesi, Jämsä, Jyväskylä, Muurame, nuovamente Jyväskylä, Laukaa, Hankasalmi, Pieksämäki, Rautalampi, nuovamente Pieksämäki, nuovamente Rautalampi, Suonenjoki, Leppävirta, Kuopio, Siilinjärvi, nuovamente Kuopio, Tuusniemi, Outokumpu, Liperi, Joensuu e Tohmajärvi.

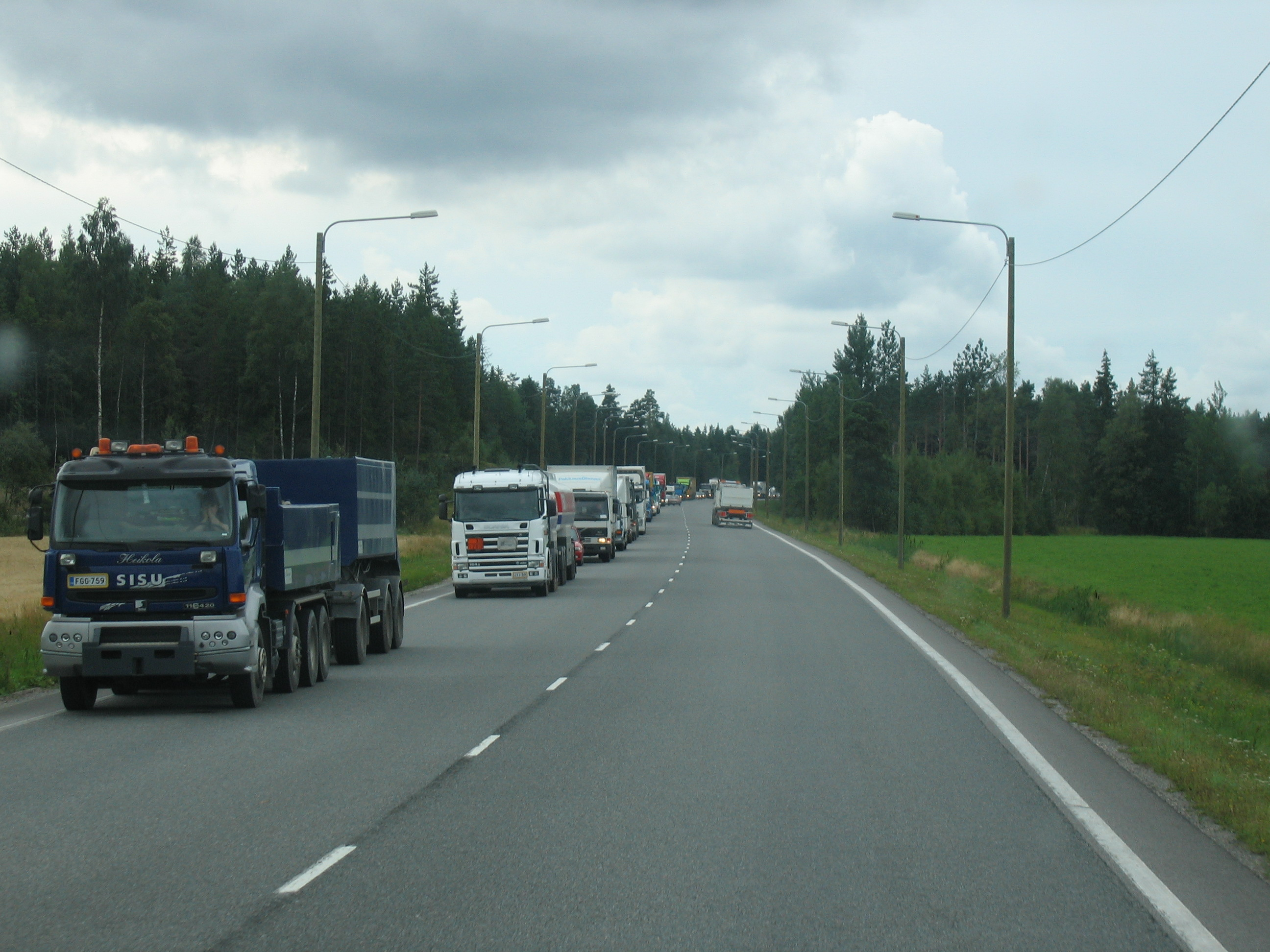
La Valtatie 9 nei pressi di Aura